# Laguna de Guadalupe (Guanajuato)
Laguna de Guadalupe es una localidad del estado mexicano de Guanajuato. Es parte del municipio de San Felipe.

## Toponimia
El nombre de la población refiere a su santa patrona: Nuestra Señora de Guadalupe.

## Demografía
| Gráfica de evolución demográfica |
|                                  |

| Censo | Población |
| ----- | --------- |
| 1900  | 1 006     |
| 1910  | 857       |
| 1921  | 983       |
| 1930  | 1 179     |
| 1940  | 1 478     |
| 1950  | 1 514     |
| 1960  | 1 503     |
| 1970  | 1 213     |
| 1980  | 1 561     |
| 1990  | 2 108     |
| 2000  | 2 434     |
| 2010  | 3 667     |
| 2020  | 4 340     |